# District de Vevey
1798–2007
Entités précédentes :
- Bailliage de Vevey
- Bailliage de Lausanne

Entités suivantes :
- District de la Riviera-Pays-d'Enhaut

Le district de Vevey est l'un des 19 anciens districts du canton de Vaud.
Il fait partie du canton du Léman de 1798 à 1803, puis du canton de Vaud. Il disparaît le 1er janvier 2008 à la suite de la réorganisation territoriale du canton de Vaud, les communes le composant se retrouvant toutes intégrées dans le nouveau district de la Riviera-Pays-d'Enhaut.

## Communes
- Cercle de Corsier
  - Chardonne
  - Corseaux
  - Corsier-sur-Vevey
  - Jongny

- Cercle de La Tour-de-Peilz
  - Blonay
  - La Tour-de-Peilz
  - Saint-Légier-La Chiésaz

- Cercle de Montreux
  - Montreux
  - Veytaux

- Cercle de Vevey
  - Vevey

## Préfets
- 1832-1840 : Marc Grenier[1] ;
- 1843-1845 : Eugène de Mellet[2] ;
- 1845-1852 : David Bachelard[3] ;
- 1986-2006 : Michel Rau ;
- 2006-2007 : Roland Berdoz.